# Bandiera della Repubblica Socialista Sovietica Moldava

Bandiera della Repubblica Socialista Sovietica Moldava

La bandiera della Repubblica Socialista Sovietica Moldava fu adottata il 31 gennaio 1952.
In precedenza, la bandiera era rossa con il simbolo dorato della falce e martello nell'angolo in alto a sinistra con sopra i caratteri in alfabeto cirillico PCCM (RSSM in alfabeto latino) in dorato.
Tra il 1924 e l'adozione di tale bandiera negli anni quaranta, parte della Moldavia era organizzata come RSSA Moldava insieme alla RSS Ucraina, e utilizzava una bandiera rossa con la falce e martello d'oro nell'angolo in alto a sinistra, sopra i caratteri cirillici УРСР (URSR, iniziali di RSS Ucraina) e i caratteri latini RSSU.
Tra il 1929 e il 1937 la falce e il martello furono rimossi e dal 1935 anche i caratteri latini. Dal 1991 una sua versione è utilizzata come bandiera della Transnistria.